# Narciarstwo alpejskie na Zimowych Światowych Wojskowych Igrzyskach Sportowych 2010 – slalom drużynowo kobiet

Slalom drużynowo kobiet jedna z konkurencji rozgrywana w ramach narciarstwa alpejskiego na 1. Zimowych Światowych Wojskowych Igrzyskach Sportowych, odbyła się w dniu 24 marca 2010 na stokach ośrodka narciarskiego w Gressoney-Saint-Jean położonego w regionie Dolina Aosty we Włoszech.

## Terminarz
| Data               | Godzina (UTC+01:00) | Wydarzenie          |
| ------------------ | ------------------- | ------------------- |
| 24 marca 2010(dts) | 19:00               | Finał – 1. przejazd |
| 24 marca 2010(dts) | 20:30               | Finał – 2. przejazd |

## Uczestniczki
Do zawodów drużynowych zgłoszonych zostało 5 (ukończyło tylko 2) reprezentacje narodowe (indywidualnie 20 zawodniczek, a slalom indywidualny ukończyło tylko 12). Pozostałe trzy drużyny; Austrii, Chin i Włoch zostały zdekompletowane i nie zostały sklasyfikowane.
- Austria (3)
- Chiny (3)
- Francja (3)
- Rumunia (3)
- Włochy (4)

## Wyniki
| Мiejsce | Reprezentacja | Zawodniczki                                    | Czas                            | Pkt          |
| ------- | ------------- | ---------------------------------------------- | ------------------------------- | ------------ |
| 1       | Francja       | Marion Bertrand Tessa Worley Olivia Bertrand   | 5:12,30 1:42,76 1:43,06 1:46,48 | 185 80 60 45 |
| 2       | Rumunia       | Reka Ferencz-Hanke Orsolia Gered Kinga Bojthke | 8:32,49 2:06,42 2:39,94 3:44,93 | 85 32 29 24  |

Uwaga
Do mety w komplecie (min 3 zawodniczki) dotarło tylko 2 drużyny (Francja i Rumunia), a reprezentacje Austrii, Chin i Włoch zostały zdekompletowane i nie zostały sklasyfikowane.